# 稲富駅
稲富駅（いなとみえき）は、岐阜県揖斐郡大野町にあった名古屋鉄道谷汲線の駅である。

## 歴史
谷汲線の前身である谷汲鉄道の駅として1926年に開業した。当初の計画では更地駅付近に稲富駅を設置し、同駅 - 赤石駅間をトンネルで短絡することが考えられており、その案では当駅西方付近に「寺内駅」が設けられる予定であった（その後トンネル案は資金難により放棄され、開業線のルートとなった）。
当初は交換設備のない停留場であったが、谷汲山華厳寺十一面観世音菩薩御開帳に伴う臨時ダイヤを検討した際、交換設備があった更地駅では交換駅の位置間隔が合わずダイヤに支障をきたすことが判明したため、稲富駅を移設した上で交換駅とすることになった。当駅での列車交換は御開帳期間中の臨時ダイヤ以外ではほぼ使われなかったため、以後撤去と再整備を繰り返している。
- 1926年（大正15年）4月6日 - 谷汲鉄道の黒野駅 - 谷汲駅間の開業により開設[8][9]。停留場としての開設。
- 1927年（昭和2年）2月1日 - 4月1日からはじまる御開帳により20分ヘッドにする必要から駅を黒野寄りに移設。交換設備を新設し停車場に昇格[4]。
- 1944年（昭和19年） - 側線と信号機を撤去し停留場に格下げ[5]。
- 1948年（昭和23年）11月1日以前 - 無人化[10]。
- 1950年（昭和25年） - 御開帳に備えて交換設備を復活[6]。
- 1975年頃 - 再度交換設備を撤去[7]（撤去されたのは分岐器以外の箇所で、分岐器自体はこれより前に撤去されていた[11]）。
- 2001年（平成13年）10月1日 - 谷汲線廃止とともに廃駅[12]。

## 駅構造
- ホームは両面の島式仕様であるが、廃止時には分岐器等が撤去されており単式1面1線で列車交換は不可能だった[13]。

### 配線図
| ← 谷汲方面 | 稲富駅 構内配線略図 | → 黒野方面 |
| 凡例 出典: |                     |            |

## 利用状況
- 『名古屋鉄道百年史』によると1992年度当時の1日平均乗降人員は120人であり、この値は岐阜市内線均一運賃区間内各駅（岐阜市内線・田神線・美濃町線徹明町駅 - 琴塚駅間）を除く名鉄全駅（342駅）中334位、 揖斐線・谷汲線（24駅）中19位であった[1]。

## 隣の駅
名古屋鉄道
谷汲線
豊木駅 - 稲富駅 - 更地駅